# Donaukanal

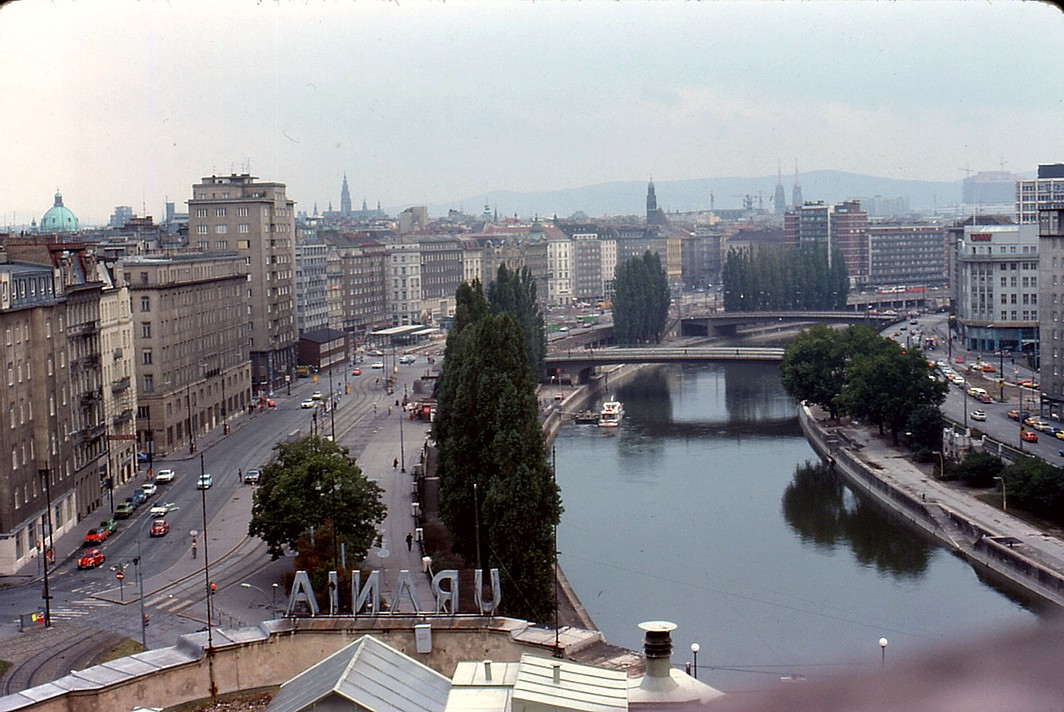
Donaukanal – úsek přiléhající k centru Vídně při pohledu ze střechy observatoře Urania

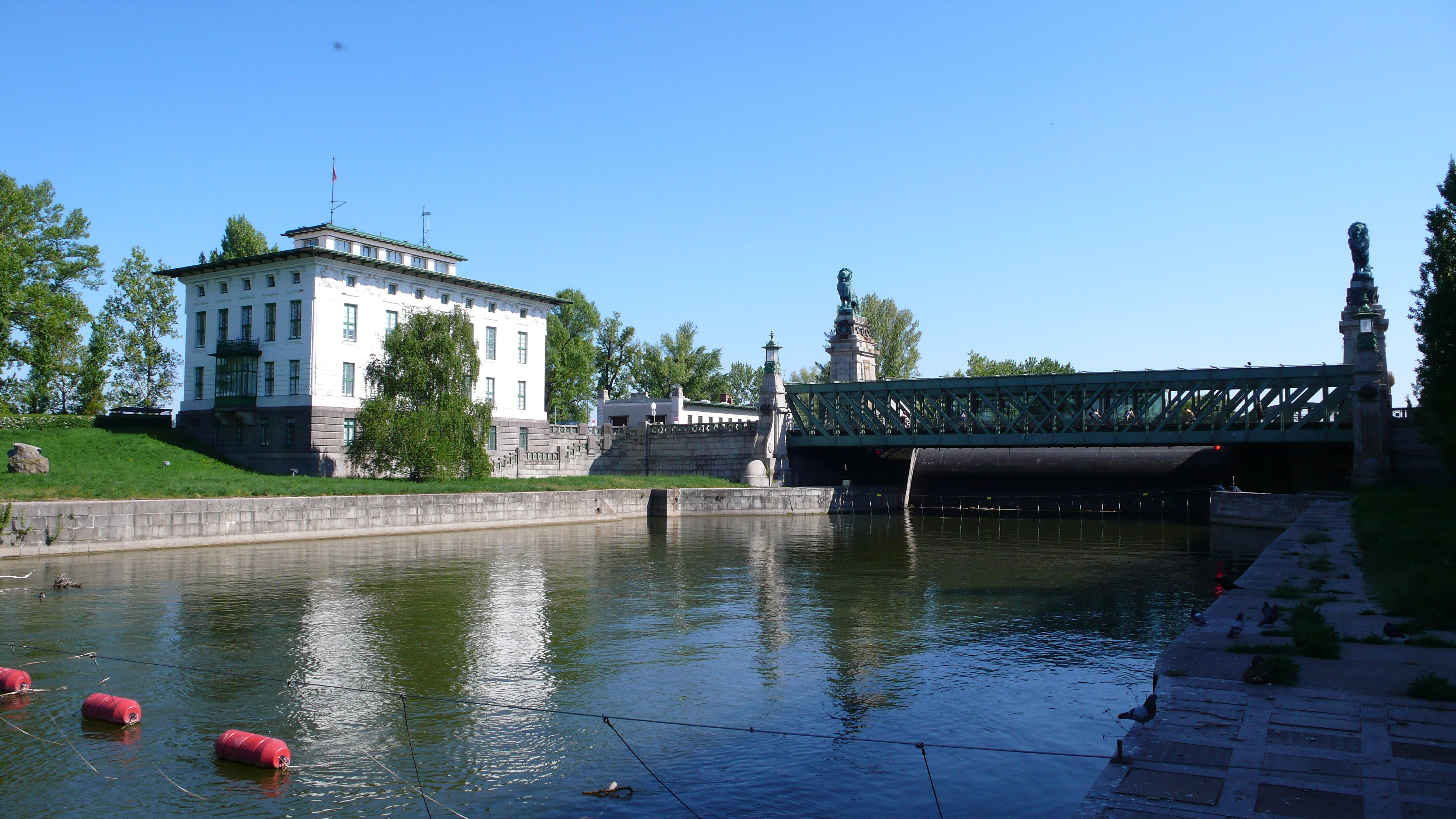
Donaukanal – Nussdorfský systém stavidel

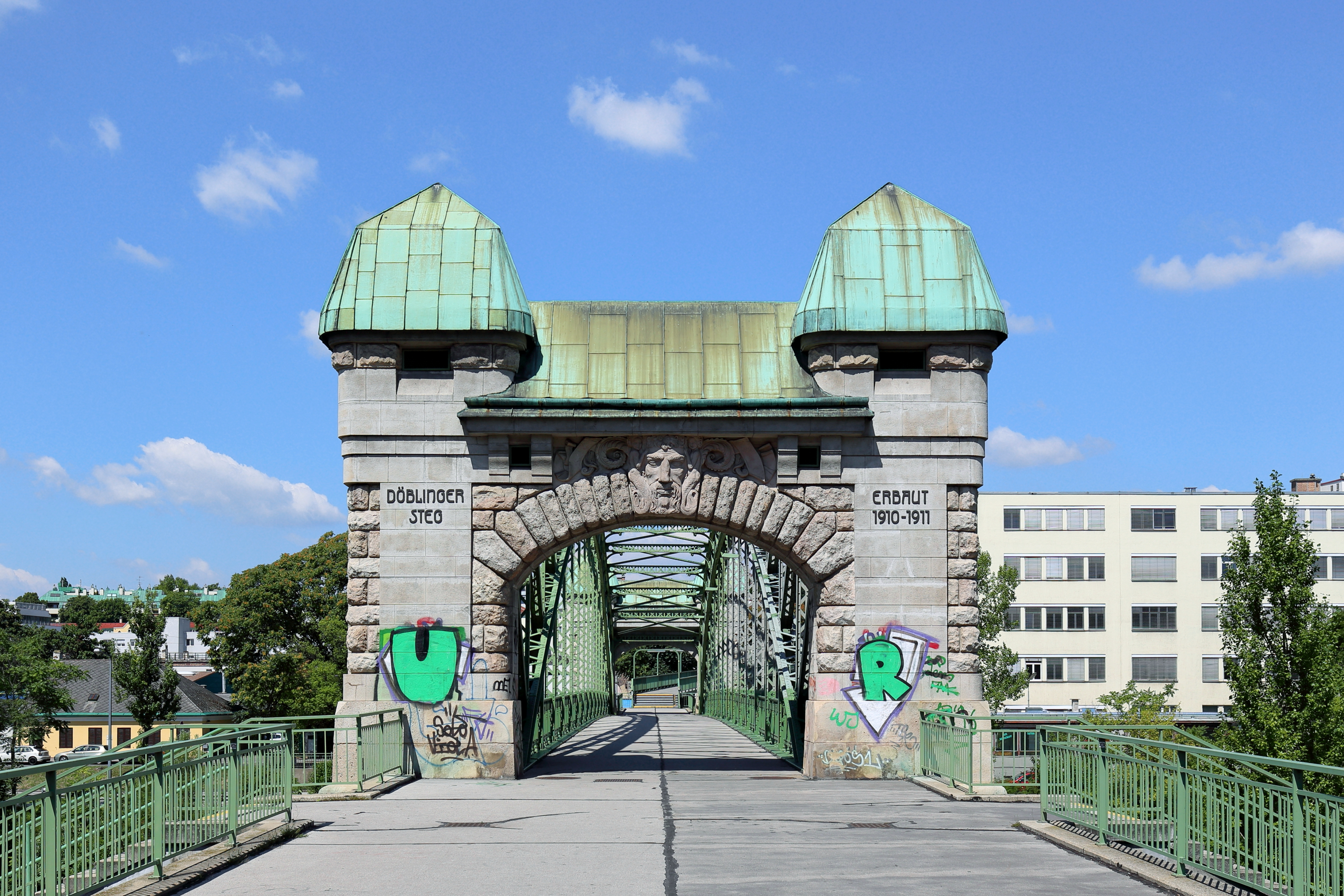
Döblinger Steg – pěší lávka přes Dunajský kanál

Donaukanal (česky Dunajský kanál) je 17,3 km dlouhé regulované boční rameno Dunaje, které protéká nejblíž centra Vídně, kde tvoří přirozenou hranici 1. a 3. okresu. Dříve se mu říkalo také Wiener Wasser či Wiener Arm. Od počátku systematického osídlení zdejší oblasti bylo topografickým východiskem pro založení sídla. Vídeň, v římských dobách Vindobona, stála na vyvýšené terase jeho pravého břehu.

## Průtok
Toto rameno Dunaje se od hlavního toku odděluje ve čtvrti Nussdorf, v oblasti Nussdorfského systému stavidel, v 19. okresu a opět se do něj vrací v 11. okrese, na konci parku Prátr v oblasti zvané Praterspitz. Na ostrově, který tak Dunajský kanál vytváří, se nacházejí 2 z 23 vídeňských obvodů – Brigittenau (20. okres) a Leopoldstadt (2. okres). Přes kanál vede 15 silničních a 5 železničních mostů.
Kromě již zmíněných obvodů Vnitřní Město a Landstraße tvoří kanál přirozenou hranici ještě části obvodů Döbling, Brigittenau, Leopoldstadt, Alsergrund a Simmering.
Nábřeží Donaukanalu je součástí vídeňské Ringstraße.
Průtok vody v kanálu je regulován soustavou zdymadel a stavidel vybudovaných na začátku ramene ve čtvrti Nussdorf. Projektantem tohoto díla byl architekt Otto Wagner.

## Historie
Ve středověku tvořil tok dnešního Dunajského kanálu hlavní rameno Dunaje. Nánosy, které s sebou přinášely záplavy, často měnily říční koryto, čímž docházelo i ke změnám hlavního toku řeky. Asi kolem roku 1700 se hlavní proud Dunaje posunul východním směrem.
V letech 1598–1600 bylo toto rameno poprvé regulováno zásluhou barona von Hoyos.
Jméno Donaukanal se pro jižní větev Dunaje začalo používat od roku 1686. Jelikož v němčině vyvolává výraz kanál stejně jako v češtině představu stoky, objevily se pokusy Dunajský kanál přejmenovat. Jedním z návrhů byl i Kleine Donau (Malý Dunaj), ale neprosadil se.
V 19. století byla poblíž začátku ramene zbudována takzvaná plovoucí vrata (Schwimmtor), pohyblivá plovoucí bariéra, jejímž úkolem bylo chránit kanál před záplavami a ledovými krami. Do provozu byla uvedena roku 1873. V letech 1894–1899 byl vybudován Nussdorfský systém stavidel a zdymadel, který poskytl oblastem okolo kanálu větší míru protipovodňové ochrany, než nabízela plovoucí vrata. Schwimmtor se však používal až do 1. světové války a rozebrán byl až po roce 1945.